# Division I (Schach) 1974/75
Die Saison 1974/75 war die sechste Spielzeit der Allsvenskan im Schach.

## Termine
Die Wettkämpfe der Vorrunde fanden statt am 20. Oktober, 17. November, 1. Dezember 1974, 19. Januar, 9. Februar sowie am 2. und 23. März 1975. Das Finalturnier wurde vom 4. bis 6. April gespielt.

## Division I Norra
In der Nord-Staffel waren die ersten vier Plätze dicht zusammen, und am Ende belegten die im Vorjahr aus der Division II aufgestiegene Solna Schacksällskap und der amtierende schwedische Meister Wasa SK die beiden Qualifikationsplätze für das Finalturnier vor der Vällingby Schacksällskap und dem Akademiska SK Uppsala. Neben Solna war der Hägersten SK aus der Division II aufgestiegen, dieser musste allerdings zusammen mit dem Kristallen SK direkt wieder absteigen.

### Abschlusstabelle
| Pl. | Verein                   | Sp | G | U | V | MP   | Brett-P.  |
| --- | ------------------------ | -- | - | - | - | ---- | --------- |
| 01. | Solna Schacksällskap (N) | 7  | 4 | 2 | 1 | 10:4 | 33,5:22,5 |
| 02. | Wasa SK (M, V)           | 7  | 4 | 1 | 2 | 9:5  | 32,5:23,5 |
| 03. | Vällingby Schacksällskap | 7  | 4 | 1 | 2 | 9:5  | 29,5:26,5 |
| 04. | Akademiska SK Uppsala    | 7  | 4 | 0 | 3 | 8:6  | 28,0:28,0 |
| 05. | SK Rockaden Stockholm    | 7  | 3 | 0 | 4 | 6:8  | 28,5:27,5 |
| 06. | Södra SS                 | 7  | 3 | 0 | 4 | 6:8  | 23,0:33,0 |
| 07. | Kristallen SK            | 7  | 1 | 2 | 4 | 4:10 | 25,5:30,5 |
| 08. | Hägersten SK (N)         | 7  | 2 | 0 | 5 | 4:10 | 23,5:32,5 |

### Entscheidungen
|     | Teilnehmer am Finalturnier: Solna Schacksällskap, Wasa SK |
|     | Absteiger in die Division II: Kristallen SK, Hägersten SK |
| (M) | Meister der letzten Saison                                |
| (V) | Staffelsieger der letzten Saison                          |
| (N) | Aufsteiger der letzten Saison                             |

### Kreuztabelle
| Ergebnisse | Ergebnisse               | 01. | 02. | 03. | 04. | 05. | 06. | 07. | 08. |
| ---------- | ------------------------ | --- | --- | --- | --- | --- | --- | --- | --- |
| 01.        | Solna Schacksällskap     |     | 4   | 6   | 5   | 3   | 5½  | 4   | 6   |
| 02.        | Wasa SK                  | 4   |     | 3½  | 3½  | 5½  | 5   | 4½  | 6½  |
| 03.        | Vällingby Schacksällskap | 2   | 4½  |     | 3   | 4½  | 6½  | 4   | 5   |
| 04.        | Akademiska SK Uppsala    | 3   | 4½  | 5   |     | 2½  | 3   | 5½  | 4½  |
| 05.        | SK Rockaden Stockholm    | 5   | 2½  | 3½  | 5½  |     | 3   | 5½  | 3½  |
| 06.        | Södra SS                 | 2½  | 3   | 1½  | 5   | 5   |     | 1½  | 4½  |
| 07.        | Kristallen SK            | 4   | 3½  | 4   | 2½  | 2½  | 6½  |     | 2½  |
| 08.        | Hägersten SK             | 2   | 1½  | 3   | 3½  | 4½  | 3½  | 5½  |     |

## Division I Södra
Die Süd-Staffel gewann erneut der Lunds ASK, den zweiten Platz im Finalturnier sicherte sich die aus der Division II aufgestiegene Schacksällskapet Manhem mit einem Punkt Vorsprung auf die SS Allians Skänninge. Neben Manhem war aus der Division II Malmö AS aufgestiegen, der allerdings punktlos blieb und ebenso wie die zweite Mannschaft des Lunds ASK abstieg.

### Abschlusstabelle
| Pl. | Verein                      | Sp | G | U | V | MP   | Brett-P.  |
| --- | --------------------------- | -- | - | - | - | ---- | --------- |
| 01. | Lunds ASK I. Mannschaft (V) | 7  | 6 | 0 | 1 | 12:2 | 35,0:21,0 |
| 02. | Schacksällskapet Manhem (N) | 7  | 5 | 0 | 2 | 10:4 | 31,5:24,5 |
| 03. | SS Allians Skänninge        | 7  | 4 | 1 | 2 | 9:5  | 29,5:26,5 |
| 04. | Limhamns SK                 | 7  | 4 | 0 | 3 | 8:6  | 29,0:27,0 |
| 05. | Lundby Schacksällskap       | 7  | 3 | 1 | 3 | 7:7  | 27,5:28,5 |
| 06. | Jönköpings Schacksällskap   | 7  | 2 | 2 | 3 | 6:8  | 29,0:27,0 |
| 07. | Lunds ASK II. Mannschaft    | 7  | 2 | 0 | 5 | 4:10 | 24,0:32,0 |
| 08. | Malmö AS (N)                | 7  | 0 | 0 | 7 | 0:14 | 18,5:37,5 |

### Entscheidungen
|     | Teilnehmer am Finalturnier: Lunds ASK I. Mannschaft, Schacksällskapet Manhem |
|     | Absteiger in die Division II: Lunds ASK II. Mannschaft, Malmö AS             |
| (V) | Staffelsieger der letzten Saison                                             |
| (N) | Aufsteiger der letzten Saison                                                |

### Kreuztabelle
| Ergebnisse | Ergebnisse                | 01. | 02. | 03. | 04. | 05. | 06. | 07. | 08. |
| ---------- | ------------------------- | --- | --- | --- | --- | --- | --- | --- | --- |
| 01.        | Lunds ASK I. Mannschaft   |     | 5   | 5   | 4½  | 3½  | 6   | 6½  | 4½  |
| 02.        | Schacksällskapet Manhem   | 3   |     | 5   | 5   | 5   | 2½  | 5   | 6   |
| 03.        | SS Allians Skänninge      | 3   | 3   |     | 4½  | 4½  | 4   | 5   | 5½  |
| 04.        | Limhamns SK               | 3½  | 3   | 3½  |     | 5   | 4½  | 4½  | 5   |
| 05.        | Lundby Schacksällskap     | 4½  | 3   | 3½  | 3   |     | 4   | 4½  | 5   |
| 06.        | Jönköpings Schacksällskap | 2   | 5½  | 4   | 3½  | 4   |     | 3½  | 6½  |
| 07.        | Lunds ASK II. Mannschaft  | 1½  | 3   | 3   | 3½  | 3½  | 4½  |     | 5   |
| 08.        | Malmö AS                  | 3½  | 2   | 2½  | 3   | 3   | 1½  | 3   |     |

## Finalturnier
Nachdem bis 1974 nur die beiden Staffelsieger den Titel des schwedischen Mannschaftsmeisters unter sich ausspielten, qualifizierten sich zum ersten Mal zwei Mannschaften pro Staffel für das Finalturnier. Die Solna Schacksällskap, der Lunds ASK und der Titelverteidiger Wasa SK besiegten alle die Schacksällskapet Manhem und landeten im direkten Vergleich je einen Sieg und eine Niederlage, so dass die Brettpunkte entscheiden mussten. Hier behielt Solna die Oberhand.

### Abschlusstabelle
| Pl. | Verein                  | Sp | G | U | V | MP  | Brett-P.  |
| --- | ----------------------- | -- | - | - | - | --- | --------- |
| 01. | Solna Schacksällskap    | 3  | 2 | 0 | 1 | 4:2 | 14,5:9,5  |
| 02. | Lunds ASK               | 3  | 2 | 0 | 1 | 4:2 | 13,5:10,5 |
| 03. | Wasa SK (M)             | 3  | 2 | 0 | 1 | 4:2 | 11,5:12,5 |
| 04. | Schacksällskapet Manhem | 3  | 0 | 0 | 3 | 0:6 | 8,5:15,5  |

### Entscheidungen
|     | Schwedischer Mannschaftsmeister: Solna Schacksällskap |
| (M) | Meister der letzten Saison                            |

### Kreuztabelle
| Ergebnisse | Ergebnisse              | 01. | 02. | 03. | 04. |
| ---------- | ----------------------- | --- | --- | --- | --- |
| 01.        | Solna Schacksällskap    |     | 3½  | 6   | 5   |
| 02.        | Lunds ASK               | 4½  |     | 3½  | 5½  |
| 03.        | Wasa SK                 | 2   | 4½  |     | 5   |
| 04.        | Schacksällskapet Manhem | 3   | 2½  | 3   |     |

## Die Meistermannschaft
| 1.            | Solna Schacksällskap |
| Schachfiguren | Johnny Ivarsson, Bo Bengtsson, Lars Holmstrand, Christer Bergström, Hasse Beijer, Jörgen Lundvall, Kenneth Josefsson, Jan-Olof Norberg, Juan Dalmau. |